# منطقه شکاری
منطقه شکاری، روستایی در دهستان قلعه بیابان بخش جنت شهرستان داراب در استان فارس ایران است.

## جمعیت
بر پایه سرشماری عمومی نفوس و مسکن در سال ۱۳۹۵، جمعیت این روستا برابر با ۲۲۳ نفر (۵۸ خانوار) بوده است.